# Dionisio Pérez Manrique de Lara
Dionisio Pérez Manrique de Lara (Tarazona, Zaragoza, 1599-Bogotá, 1678) fue un noble y jurista aragonés que desempeñó varios cargos en la América virreinal, entre otros el de presidente de la Real Audiencia de Santa Fe de Bogotá (1654-62) y obtuvo el título de I Marqués de Santiago.

## Biografía
Hijo del jurista Lucas Pérez Manrique y de la dama María de Ciria y Bueno. Establecido en Alcalá de Henares, cursó estudios en el Colegio de los Manriques y, graduado de doctor en Leyes, fue rector de la Universidad Cisneriana. 

### Matrimonios y descendencia
Se desposó en primeras nupcias en Lima (25 de agosto de 1634), con Teresa María de Ulloa Contreras y Zúñiga, hija de Antonio de Ulloa y Contreras, vecino feudatario de La Paz, y Blanca López de Zúñiga, con quien tuvo a:
- Carlos Pérez Manrique, II marqués de Santiago,
- Andrés Pérez Manrique, corregidor de La Paz.

Viudo, contrajo segundo matrimonio en el Cuzco en 1653, con Juana Camberos y Hurtado de Sotomayor, hija del capitán Cristóbal Camberos y Catalina Hurtado de Sotomayor, con quien tuvo a:
- Francisco Lucas Pérez Manrique, corregidor de Cajamarca,
- Juana Francisca Pérez Manrique, casada con Juan de Larrea y Zurbano, oidor de la Real Audiencia de Quito,
- Micaela Jerónima Manrique, casada sucesivamente con el mayorazgo Antonio de Villasís y Manuel Ponce de León, marqués de Miraflores,
- Dionisia Francisca Pérez Manrique de Lara y Camberos, casada en sucesivamente con el alférez real Diego José (o Joseph) de Velasco y Noguera y posteriormente con don Baltasar (o Baltazar) Carlos Pérez de Vivero y de la Vega, primer marqués de San Miguel de la Vega.

### Carrera pública en Indias
Nombrado alcalde del crimen de la Real Audiencia de Lima (27 de marzo de 1628), asumió sus funciones el 4 de marzo de 1630 y luego sería reconocido como consultor del Tribunal del Santo Oficio (30 de agosto de 1630). Por esos años, contrajo matrimonio y fue incorporado a la Universidad de San Marcos (9 de septiembre de 1635). Al año siguiente, comenzó a ejercer de oidor, cargo en el que sería confirmado en 1642, para luego ser promovido a presidente de la Real Audiencia de Quito (10 de junio de 1642), pero permaneció en Lima.
En 1646, fue trasladado con el mismo cargo a la Real Audiencia de Charcas, con especiales instrucciones para suspender al visitador Juan de Palacios por sus arbitrarios procedimientos contra el anterior presidente Juan de Lizarazu. Finalmente, se le nombró presidente, gobernador y capitán general de la Real Audiencia de Santa Fe de Bogotá (31 de agosto de 1651). En viaje a su nuevo destino, se desposó por segunda vez en el Cuzco (1653) y fue recibido en su nuevo cargo el 20 de abril de 1654.
En su gobierno, impulsó la evangelización de los indígenas del Chocó. Prohibió la elaboración, venta y consumo de chicha, so pena fue de multas o azotes: consideraba que era excesivo su consumo, tenía muy mala calidad, producía "dolores de costados, tabardillos y otros contagios", y que por su consumo se cometían "enormes pecados contra la majestad de Dios, así de deshonestidades como de muertes y alevosías". En 1659, el visitador Juan Cornejo le suspendió de sus funciones presidenciales para iniciarle un juicio de residencia. El año siguiente, Manrique lo depone y lo confina a Cartagena de Indias. Entre 1660 y 1662 asumió la presidencia de la Real Audiencia de Santa Fe de Bogotá. En 1662, Cornejo es restituido en su cargo y Manrique es detenido y desterrado. Al cabo de diez años, Manrique fue exonerado de todos los cargos. 
Murió en Santafé de Bogotá en 1678, a la edad de 80 años.